# Australisis
Australisis is een geslacht van neteldieren uit de klasse van de Anthozoa (bloemdieren).

## Soort
- Australisis sarmentosa Bayer & Stefani, 1987